# Политтехнолог
Политтехно́лог (сокращение от полити́ческий техноло́г, от др.-греч. πολιτική «государственная деятельность», др.-греч. τέχνη — искусство, мастерство, умение и λόγος — мысль, причина) — специалист в области практического применения политических технологий.
В России слово «политический технолог» как обозначение определенной профессии, впервые употреблено в июле 1996 года в «Независимой газете», в колонке «Мизантропия», по отношению к членам избирательного кружка (штаба) Б. Ельцина.

## Номенклатура и смежные профессии
В политической науке и практике политтехнологами часто называют и представителей смежных профессий, что связано с тем, что профессии сферы политического консалтинга стали обособляться относительно недавно. 
Политического технолога отличает от политического консультанта степень встроенности в политическую кампанию. Политтехнолог — фактический руководитель такой кампании, а консультант выступает только как советник при кандидате или штабе кампании. Если политконсультант занимается консалтингом, то политтехнолог маркетингом. В некоторых романских языках и сам политконсалтинг принято называть политическим маркетингом (фр. Marketing politique, исп. Marketing político).
В узком смысле «политтехнологами» называют политических специалистов, в чьей профессиональной компетенции сочетаются консалтинг, креатив и менеджмент — то есть главных режиссёров и архитекторов политических процессов. Часто такие специалисты именуют себя «политическими пиарщиками», «практическими политологами», но немногие из них имеют профильное образование по специальности «Связи с общественностью» или «Политология». В России даже такие ведущие ВУЗы, как МГУ и Высшая школа экономики стали выпускать специалистов со специализацией «политические технологии» совсем недавно[когда?]. Политтехнологи, специализирующиеся только на подготовке и проведении выборных кампаний, называются избирательными политтехнологами.
По номенклатуре политических профессий Международной ассоциации политических консультантов (IAPC) русскому термину «политтехнолог» в узком смысле соответствует профессия англ. Political strategist. В последние годы термины стратегист, политстратегист, политстратег стали применяться и в России.
В широком же смысле политтехнологами в России и других постсоветских странах именует себя сложившаяся консорция, объединяющая людей, чьи жизненные интересы, ценности и устремления строятся вокруг практической реализации политических технологий, политических, в том числе выборных кампаний. Основная их часть систематически или периодически задействована в организации политической деятельности, в основном выборной. К таким специалистам-выборщикам (electioneer) относят себя и политконсультанты, избирательные технологи, политические юристы и райтеры, менеджеры избирательной кампании и отдельных её направлений и проектов, лидеры и постоянные участники агитационных групп… Избирательная Ассоциация Политтехнологов раз в два года рейтингует ведущих специалистов-выборщиков России и стран ближнего зарубежья.

## История профессии
Профессия политтехнолога известна с древнейших времен. Уже в первобытных обществах были жрецы, специалисты по ритуалам, внушению, манипуляции мнением толпы и т. д. В древней Греции благодаря искусству софистов были разработаны приемы публичной полемики, аргументации, логики, выборных технологий, в древнем Риме были усовершенствованы правовые механизмы и созданы институты, позволяющие управлять различными политическими процессами. Письмо Квинта Тулия Цицерона (младшего брата Марка Тулия Цицерона) «Краткое наставление по соисканию консульства» до сих пор является ценным пособием для подготовки кандидатов на выборные должности. Трактат известнейшего политтехнолога эпохи Возрождения Никколо Макиавелли «Государь» дал толчок к развитию современных политических технологий.
Наиболее востребованы политтехнологи в демократических обществах. С появлением современных электронных СМИ стали появляться фирмы, специализирующиеся на оказании услуги в сфере политических технологий. В США первая такая фирма Whitaker and Baxter была создана в 30-х годах XX века.

## Политтехнологи сегодня
Политтехнологи (политстратегисты) обладают полным перечнем знаний, необходимых для определения и реализации стратегии и тактики кампании политика (партии) по формированию необходимого общественного мнения, имиджа и иных политических условий победы, оценка их работы всегда лежит в практической плоскости. Задачей политтехнолога является достижение политических целей, чаще всего — это обеспечение прохождения в выборные органы власти. Вместе с тем, политические задачи не ограничиваются одними лишь выборами и проведением избирательных кампаний. Часть задач политического технолога — обеспечение гармоничных и эффективных отношений с органами государственной власти и лоббирование выгодной для заказчика позиции, как в публичном информационном поле, так и в узкой группе элит, принимающих решения. 

 «Политтехнологи становятся постоянными участниками политических процессов и взаимодействия политических акторов, а профессионализм — определяющим условием, фактором достижения рациональности и эффективности политических процессов, снижения издержек в деятельности субъектов политики на пути к их желанной политической цели.» — Н. С. Сильвачева
В переходных обществах внимание к политтехнологиям и воплощающим их специалистам велико. Во многом это обусловлено объективной ролью политтехнологов в процессе функционирования и становления демократических систем. Так, по мнению британского историка Эндрю Уилсона: 

«благодаря политтехнологиям „мягкий авторитаризм“ в таких странах как Россия остается мягким, и Кремль, скорее всего, будет отдавать ему предпочтение, отказываясь от полномасштабного деспотизма… Поэтому политтехнологии останутся характерной чертой постсоветской политики и в обозримом будущем»— "Open Democracy"
В сферу деятельности политтехнолога входит как разработка и воплощение медиа-стратегий, проведение избирательных кампаний и предвыборной агитации, так и создание и реализация стратегий и технологий организации общественных движение, партий, реализации гражданских инициатив. В современном мире растет значение непрямых и ненасильственных методов решения политических проблем. Современный их инструментарий был практически отработан выдающимся индийским политтехнологом Мохандасом Ганди.

## Профессиональная культура и общение
Сообщество политтехнологов достаточно закрыто для общения, что порождает в общественном сознании немало мифов. В российской политтехнологической среде сложилось немало анекдотов и баек.
Ежегодно российские политтехнологи проводят свои слёты, на которых в неформальной обстановке обсуждают актуальные цеховые вопросы. Как правило, они проходят во второе воскресение мая — в День политтехнолога (в день рождения Николло Макиавелли). Профессиональными праздниками считаются так же День политконсультанта (24 февраля) и День PR-специалиста (28 июля). C 2012 года в сотрудничестве с Фондом «Национальные перспективы» проводятся Форумы специалистов в области политических профессий. 1-й из них прошёл в Сочи, второй состоялся в ноябре 2012 в Суздале, III-й Форум специалистов политических профессий работал 22-24 ноября 2013 г. в Ярославле.

## Профессиональные ассоциации
Политтехнологи (Political strategist) входят в международные, национальные, и межрегиональные объединения политконсультантов и политических маркетологов.
- Международная ассоциация политических консультантов
- Европейская Ассоциация политический консультантов
- Американская Ассоциация политический консультантов
- Российская ассоциация политических консультантов
- Ассоциация латиноамериканских политических консультантов
- Бразильская ассоциация политических консультантов
- Азиатско-Тихоокеанская ассоциация политических консультантов
- Канадская ассоциация политических консультантов
- Ассоциация испанских политических консультантов
- Ассоциация аргентинских политических консультантов
- Германская ассоциация политических консультантов
- Итальянская ассоциация политических консультантов
- Ассоциация политических консультантов Азии
- Ассоциация профессиональных политических консультантов Украины

II Конгресс Российской ассоциации политических консультантов прошёл 13-14 марта 2015 года в «Президент-отеле» (Москва). Общая тема Конгресса «Особенности единого дня голосования 14 сентября 2014 года и основные тенденции предстоящих выборов 2015 года». В Конгрессе приняли участие ведущие российские политконсультанты, Президент EAPC Нечати Озкан и экс-президент IAPC Бо Кроквиг.